# Juan Ignacio Mercier
Juan Ignacio Mercier (Campana, Buenos Aires, Argentina, 2 de febrero de 1980) es un exfutbolista argentino, jugaba como centrocampista y su último equipo fue Club Atlético Fénix de la Primera B. Disputó tres encuentros con la selección Argentina. Es considerado uno de los mejores "Doble 5" de los últimos 40 años del futbol argentino junto con su par Néstor Ortigoza.

## Trayectoria

### Divisiones inferiores
Juan Mercier se inició futbolísticamente como delantero en Campana Juniors, un equipo de su ciudad natal; luego, pasó a las divisiones inferiores de Villa Dálmine, también de la ciudad de Campana. Hacia finales de la década de 1990, y ante la ausencia de recursos económicos, Mercier debió dejar el fútbol y comenzó a trabajar como albañil, junto a sus cuñados. En una entrevista, Mercier afirmó que "no tenía idea, pero necesitaba la plata. Hombreaba bolsas de 50 kilos, había dejado una cancha fija como el Baty en Maracana".

### C. S. y D. Flandria
A pesar de haberse retirado, Mercier recibió una oferta del Club Social y Deportivo Flandria, que militaba en la Primera "B" Metropolitana, la cual aceptó. Comenzó jugando en la cuarta división del equipo de J. M. Jáuregui, alcanzando un lugar entre los titulares. Debutó el 7 de octubre de 2000, a la edad de veinte años, ante Deportivo Español; el equipo estaba bajo la dirección técnica de la dupla Tamasi - Silva, e ingresó por Fabián Menseguez, cuando faltaban tres minutos para la finalización del partido. En las dos temporadas que jugó en el equipo de Jáuregui, Mercier disputó cincuenta y siete partidos, marcando cinco goles. Dejó Flandria en 2002, siendo fichado por el Deportivo Morón.

### Ascenso
Tras su salida de Flandria en el 2002, fue transferido a Deportivo Morón en donde jugó hasta el 2004 habiendo disputado 78 partidos y marcando 4 goles. Ese mismo año, Tristán Suárez, lo compraría para disputar la temporada 2004/2005 en donde jugaría 38 partidos y marcaría 3 goles. 

### Platense
El último club del ascenso sería el Club Atlético Platense al cual llegaría en el 2005 y jugaría hasta la finalización de la temporada 2006/2007. En su primera temporada con el club, consiguió el ascenso al Nacional B, en su estadía de dos años en el club de Saavedra, disputó 73 partidos y consiguió marcar 6 goles.

### Argentinos Juniors
El 4 de agosto del 2007, bajo la dirección de Ricardo Caruso Lombardi, debutó en la primera de Argentinos Juniors. En el club de La Paternal se afianzó como titular, jugando casi 100 partidos por torneos locales, y 10 por copas internacionales. Salió Campeón con Argentinos Juniors en el Torneo Clausura 2010, anotando el primer gol en el último encuentro frente a Huracán cuando Argentinos sale Campeón, derrotando al "globo" 2 - 1. 

### Al Nassr y Al Wasl
En julio del 2011 fue transferido por 1 millón de dólares, al Al-Nassr de Arabia Saudita en donde disputó solo 10 partidos. A los seis meses fue transferido al Al Wasl de los Emiratos Árabes Unidos, bajo el mando del argentino Diego Armando Maradona, en donde disputó 9 partidos y no convirtió goles, estuvo solo hasta junio del 2012, al igual que su DT.

### San Lorenzo de Almagro
El 20 de julio de 2012 se concretó su transferencia al Club Atlético San Lorenzo de Almagro por un año y con opción de compra. Al arribar a San Lorenzo Mercier, no tuvo muy buenas participaciones en el elenco azulgrana , esto era debido a que no estaba al 100% en lo físico. Pero con el pasar del tiempo, Mercier, se logró poner a punto para ganarse un lugar y convertirse en una pieza fundamental para el equipo, y con la llegada de Juan Antonio Pizzi ganó más rodaje. Mercier, gracias a sus grandes actuaciones se ha llevado más de una vez los aplausos de la hinchada azulgrana y al terminarse el Torneo Final 2013, fue el primero que renovó su contrato con el club. 
Juega de 5 en el mediocampo y fue habitualmente titular en el equipo de Edgardo Bauza.
Tras esto, Mercier, al igual que todo el plantel de San Lorenzo se preparó en una intensa pretemporada para afrontar la triple competencia que tenía el club de Boedo (Copa Argentina, Copa Sudamericana y Torneo Inicial). A lo largo del segundo semestre del 2013 fue titular en casi todos los partidos considerado como una pieza fundamental del equipo y disputó todos los partidos importantes destacándose por su gran rendimiento. A pesar de que San Lorenzo cayó en 2 de las 3 competencias que participó, Mercier junto con Ignacio Piatti, Sebastián Torrico, Leandro Romagnoli, entre otros, fueron las figuras del equipo que saldría campeón del Torneo Inicial 2013.
El 23 de julio del 2014 se jugó la semifinal de ida de la Copa Libertadores 2014 frente al Bolivar, partido en el cual Mercier, no solo fue la figura, sino que también consiguió anotar su primer gol con la casaca Azulgrana en una actuación descollante del equipo de Boedo, venciendo a su par de Bolivia por 5 goles a 0.
El 13 de agosto de 2014 logró ganar con San Lorenzo la Copa Libertadores de América, siendo una de las figuras principales del equipo. Es hasta el momento el logro más importante de su carrera.
El 5 de junio de 2015, Mercier ganó el Premio Jorge Newbery. El futbolista de San Lorenzo superó en la terna a Marcelo Barovero y Patricio Toranzo y se alzó con la estatuilla al mejor jugador masculino del 2014.

### Atlético Tucumán
El 19 de junio de 2018 se confirma que jugará en Atlético Tucumán, a préstamo por 1 año.

## Selección nacional
Juan Ignacio Mercier debutó en la selección nacional el 26 de enero de 2008, en un partido amistoso ante Costa Rica; el encuentro se disputó en la ciudad de San Juan y finalizó con un 3:2 en favor de la selección albiceleste. Mercier comenzó el partido como titular y fue reemplazado en el minuto veinticuatro del segundo tiempo por Franco Razzotti.
Disputó 3 partidos con la selección.

#### El sueño mundialista frustrado en Sudáfrica 2010
En el año 2010, el Pichi Mercier estuvo muy cerca de alcanzar uno de los mayores sueños de cualquier futbolista: representar a su país en un Mundial. Durante las semanas previas al anuncio final de la lista de convocados para la Copa del Mundo en Sudáfrica, la ilusión de Mercier creció significativamente.
Mercier estaba confiado en que integraría la lista definitiva del entonces entrenador Diego Maradona. Este optimismo no era infundado, ya que durante una visita casual a una estación de servicio, un empleado le había asegurado que su nombre figuraba en la convocatoria final. Esta noticia, aunque no oficial, alimentó sus esperanzas y las de su entorno.

Sin embargo, la realidad resultó ser otra. Cuando se dio a conocer la lista final de convocados, el nombre de Pichi Mercier no apareció. La falsa noticia del empleado de la estación de servicio se desmoronó, dejando a Mercier fuera de la cita mundialista. Esta experiencia, aunque decepcionante, se convirtió en una anécdota más en la carrera del mediocampista, quien siguió demostrando su valía en el ámbito nacional e internacional, a pesar de no haber tenido la oportunidad de representar a Argentina en ese Mundial.
"Estaba muy ilusionado con la posibilidad de ir al Mundial 2010. Recuerdo que una vez, en una estación de servicio, el empleado me dijo que había escuchado que estaba en la lista de convocados. Me emocioné muchísimo y comencé a creer que realmente iba a estar en Sudáfrica. Sin embargo, cuando salió la lista definitiva, mi nombre no estaba ahí. Fue una gran desilusión darme cuenta de que esa noticia no era cierta. Pero bueno, así es el fútbol, lleno de altibajos y momentos inesperados."

## Estadísticas

### Clubes
- Actualizado hasta el 24 de noviembre de 2019.

| Club | Div.                | Temporada           | Liga  | Liga  | Liga   | Copas Nacionales(1) | Copas Nacionales(1) | Copas Nacionales(1) | Torneos Internacionales(2) | Torneos Internacionales(2) | Torneos Internacionales(2) | Total | Total | Total  | Media goleadora(3) |
| Club | Div.                | Temporada           | Part. | Goles | Asist. | Part.               | Goles               | Asist.              | Part.                      | Goles                      | Asist.                     | Part. | Goles | Asist. | Media goleadora(3) |
| --- | ------------------- | ------------------- | ----- | ----- | ------ | ------------------- | ------------------- | ------------------- | -------------------------- | -------------------------- | -------------------------- | ----- | ----- | ------ | ------------------ |
| Flandria Argentina | 3.ª                 | 2000-01             | 18    | 2     | 1      | -                   | -                   | -                   | -                          | -                          | -                          | 18    | 2     | 1      | 0,11               |
| Flandria Argentina | 3.ª                 | 2001-02             | 39    | 3     | 3      | -                   | -                   | -                   | -                          | -                          | -                          | 39    | 3     | 3      | 0,07               |
| Flandria Argentina | Total club          | Total club          | 57    | 5     | 4      | -                   | -                   | -                   | -                          | -                          | -                          | 57    | 5     | 4      | 0,08               |
| Deportivo Morón Argentina | 3.ª                 | 2002-03             | 37    | 1     | 1      | -                   | -                   | -                   | -                          | -                          | -                          | 37    | 1     | 1      | 0,02               |
| Deportivo Morón Argentina | 3.ª                 | 2003-04             | 41    | 3     | 2      | -                   | -                   | -                   | -                          | -                          | -                          | 41    | 3     | 2      | 0,07               |
| Deportivo Morón Argentina | Total club          | Total club          | 78    | 4     | 3      | -                   | -                   | -                   | -                          | -                          | -                          | 78    | 4     | 3      | 0,05               |
| Tristán Suárez Argentina | 3.ª                 | 2004-05             | 38    | 3     | 1      | -                   | -                   | -                   | -                          | -                          | -                          | 38    | 3     | 1      | 0,07               |
| Tristán Suárez Argentina | Total club          | Total club          | 38    | 3     | 1      | -                   | -                   | -                   | -                          | -                          | -                          | 38    | 3     | 1      | 0,07               |
| Platense Argentina | 3.ª                 | 2005-06             | 32    | 2     | 3      | -                   | -                   | -                   | -                          | -                          | -                          | 32    | 2     | 3      | 0,06               |
| Platense Argentina | 2.ª                 | 2006-07             | 41    | 4     | 4      | -                   | -                   | -                   | -                          | -                          | -                          | 41    | 4     | 4      | 0,09               |
| Platense Argentina | Total club          | Total club          | 73    | 6     | 7      | -                   | -                   | -                   | -                          | -                          | -                          | 73    | 6     | 7      | 0,08               |
| Argentinos Juniors Argentina | 1.ª                 | 2007-08             | 20    | 1     | 2      | -                   | -                   | -                   | -                          | -                          | -                          | 20    | 1     | 2      | 0,05               |
| Argentinos Juniors Argentina | 1.ª                 | 2008-09             | 30    | 1     | 2      | -                   | -                   | -                   | 8                          | 1                          | 0                          | 38    | 2     | 2      | 0,05               |
| Argentinos Juniors Argentina | 1.ª                 | 2009-10             | 36    | 2     | 2      | -                   | -                   | -                   | -                          | -                          | -                          | 36    | 2     | 2      | 0,05               |
| Argentinos Juniors Argentina | 1.ª                 | 2010-11             | 33    | 1     | 0      | -                   | -                   | -                   | 5                          | 0                          | 0                          | 38    | 1     | 0      | 0,02               |
| Argentinos Juniors Argentina | Total club          | Total club          | 119   | 5     | 6      | -                   | -                   | -                   | 13                         | 1                          | 0                          | 132   | 6     | 6      | 0,04               |
| Al-Nassr Arabia Saudita | 1.ª                 | 2011                | 10    | 0     | 1      | -                   | -                   | -                   | -                          | -                          | -                          | 10    | 0     | 1      | 0,00               |
| Al-Nassr Arabia Saudita | Total club          | Total club          | 10    | 0     | 1      | -                   | -                   | -                   | -                          | -                          | -                          | 10    | 0     | 1      | 0,00               |
| Al Wasl · EAU | 1.ª                 | 2012                | 9     | 5     | 1      | 5                   | 1                   | 0                   | -                          | -                          | -                          | 14    | 1     | 1      | 0,07               |
| Al Wasl · EAU | Total club          | Total club          | 9     | 0     | 1      | 5                   | 1                   | 0                   | -                          | -                          | -                          | 14    | 1     | 1      | 0,07               |
| San Lorenzo Argentina | 1.ª                 | 2012-13             | 32    | 0     | 1      | 4                   | 0                   | 0                   | -                          | -                          | -                          | 36    | 0     | 1      | 0,00               |
| San Lorenzo Argentina | 1.ª                 | 2013-14             | 29    | 2     | 0      | 1                   | 0                   | 0                   | 16                         | 1                          | 0                          | 46    | 1     | 0      | 0,02               |
| San Lorenzo Argentina | 1.ª                 | 2014                | 15    | 1     | 1      | -                   | -                   | -                   | 2                          | 0                          | 0                          | 17    | 1     | 1      | 0,05               |
| San Lorenzo Argentina | 1.ª                 | 2015                | 27    | 0     | 1      | 2                   | 0                   | 0                   | 8                          | 0                          | 0                          | 37    | 0     | 1      | 0,00               |
| San Lorenzo Argentina | 1.ª                 | 2016                | 10    | 0     | 0      | -                   | -                   | -                   | 1                          | 0                          | 0                          | 11    | 0     | 0      | 0,00               |
| San Lorenzo Argentina | 1.ª                 | 2016-17             | 13    | 1     | 0      | 1                   | 0                   | 0                   | 3                          | 0                          | 2                          | 17    | 1     | 2      | 0,00               |
| San Lorenzo Argentina | 1.ª                 | 2017-18             | 15    | 0     | 0      | 1                   | 0                   | 0                   | 4                          | 0                          | 0                          | 20    | 0     | 1      | 0,00               |
| San Lorenzo Argentina | Total club          | Total club          | 141   | 2     | 3      | 9                   | 0                   | 0                   | 34                         | 1                          | 2                          | 184   | 3     | 6      | 0,01               |
| Atlético Tucumán Argentina | 1.ª                 | 2018-19             | 22    | 0     | 0      | 8                   | 0                   | 0                   | 4                          | 0                          | 0                          | 34    | 0     | 0      | 0,00               |
| Atlético Tucumán Argentina | Total club          | Total club          | 22    | 0     | 0      | 8                   | 0                   | 0                   | 4                          | 0                          | 0                          | 34    | 0     | 0      | 0,00               |
| San Martín (T) Argentina | 2.ª                 | 2019-20             | 20    | 0     | 0      | 1                   | 0                   | 0                   | -                          | -                          | -                          | 21    | 0     | 0      | 0,00               |
| San Martín (T) Argentina | Total club          | Total club          | 20    | 0     | 0      | 1                   | 0                   | 0                   | -                          | -                          | -                          | 21    | 0     | 0      | 0,00               |
| Mitre (SdE) Argentina | 2.ª                 | Nacional 2020       | 2     | 0     | 0      | 0                   | 0                   | 0                   | -                          | -                          | -                          | 2     | 0     | 0      | 0,00               |
| Mitre (SdE) Argentina | Total club          | Total club          | 2     | 0     | 0      | 0                   | 0                   | 0                   | -                          | -                          | -                          | 2     | 0     | 0      | 0,00               |
| Sacachispas Argentina | 3.ª                 | Primera B 2021      | 8     | 0     | 0      | 0                   | 0                   | 0                   | -                          | -                          | -                          | 8     | 0     | 0      | 0,00               |
| Sacachispas Argentina | Total club          | Total club          | 8     | 0     | 0      | 0                   | 0                   | 0                   | -                          | -                          | -                          | 8     | 0     | 0      | 0,00               |
| Total en su carrera | Total en su carrera | Total en su carrera | 577   | 25    | 26     | 23                  | 1                   | 0                   | 51                         | 2                          | 2                          | 651   | 28    | 29     | 0,04               |
| (1) Las copas nacionales se refiere a la . (2) Las copas internacionales se refiere a la . (3) No incluye datos de partidos amistosos ni categorías inferiores. |                     |                     |       |       |        |                     |                     |                     |                            |                            |                            |       |       |        |                    |

## Palmarés

### Campeonatos nacionales
| Título                  | Club                        | País      | Año      |
| ----------------------- | --------------------------- | --------- | -------- |
| Primera B Metropolitana | C.A. Platense               | Argentina | 2005-06  |
| Primera División        | A.A. Argentinos Juniors     | Argentina | C - 2010 |
| Primera División        | C.A. San Lorenzo de Almagro | Argentina | I - 2013 |
| Supercopa Argentina     | C.A. San Lorenzo de Almagro | Argentina | 2015     |

### Campeonatos internacionales
| Título                       | Club                        | Sede         | Año  |
| ---------------------------- | --------------------------- | ------------ | ---- |
| Copa Libertadores de América | C.A. San Lorenzo de Almagro | Buenos Aires | 2014 |

### Distinciones individuales
| Distinción                                                          | Año  |
| ------------------------------------------------------------------- | ---- |
| Premio Jorge Newbery al deporte como Mejor Jugador Masculino de AFA | 2014 |